# 翁信
翁信（1433年—？），字誠之，浙江餘姚縣人，明朝政治人物。進士出身。

## 生平
順天府鄉試第一百八十七名。天順八年（1464年）甲申科會試第六十四名，殿試登進士第三甲第四十二名。

## 家族
曾祖翁堅。祖父翁永福。父亲翁玘。